# わがまち足立
「わがまち足立」（わがまちあだち）は、東京都足立区が制定した区歌である。作詞・橋本完寿郎、補作詞および作曲・團伊玖磨。

## 解説
1932年（昭和7年）10月1日に東京府南足立郡の全町村が東京市へ編入合併されて発足した足立区が1982年（昭和57年）に区制50周年を迎えることを記念し、足立区役所内に設置された「区制五十周年記念事業区民会議」では区民憲章の採択および区のシンボル制定を提言した。区民会議においては区のシンボルとして区木サクラ、区花チューリップ、区の記念日「10月1日」がそれぞれ定められ、区歌については「区や区民の式典において、区民の手作りによる『区の歌』を共に歌えるように、区の歌を制定することを望む」とする提言が行われる。区ではこの提言を受けて1982年（昭和57年）2月20日付の『あだち広報』紙上で区民を対象に歌詞の懸賞募集を実施し、応募総数124篇からの入選作を審査委員で作曲家の團伊玖磨が補作したものを採用とした。
区歌の制定意義は「地域社会での生活がより豊かになるように、また区民相互の交流がますます盛んになること」を願ったものとされている。発表演奏は10月1日の区制50周年記念式典上で行われたが、発表に先立ち東芝EMI（のちユニバーサルミュージック・EMI Records）がA面に久岡昇と斉藤昌子のデュエット歌唱、B面に区立第十四中学校吹奏楽部の演奏による行進曲バージョンを収録したシングル盤（規格品番：4RS-1280）を9月に製造している。
足立区役所では区歌の演奏機会について「区主催の式典やイベントで歌われている」とする。区の公式サイトでは歌詞の紹介のみで楽譜や試聴音源は提供されていないが、制定時に作られたレコードのジャケットや1983年（昭和58年）刊行の『足立区議会史』に単旋律の楽譜が掲載されている。